# Darmstädter Ferienkurse

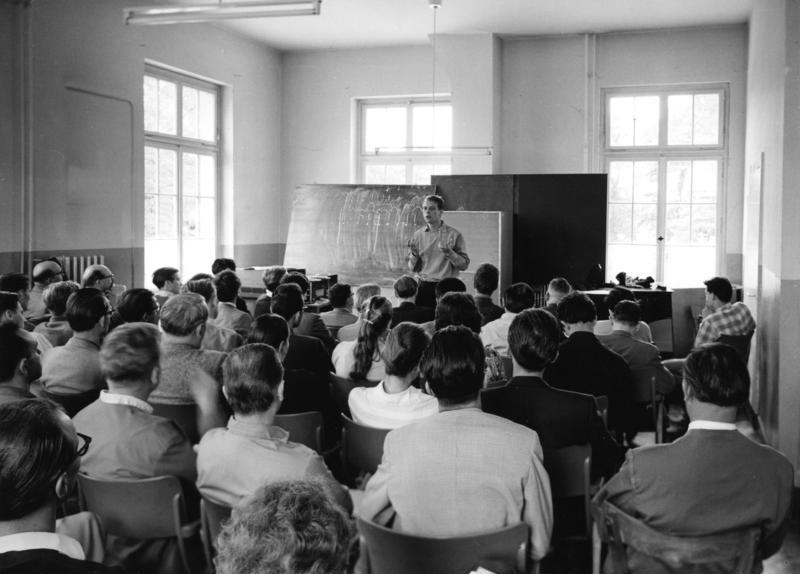
Cursus door
Karlheinz Stockhausen in juli 1957
gedurende de 12e Internationale zomercursussen voor nieuwe muziek, Darmstadt

De Darmstädter Ferienkurse - of precies: Internationale Ferienkurse für Neue Musik (Internationale zomercursussen voor nieuwe muziek) - zijn een tweejaarlijks over meerdere weken plaatsvindend evenement in de Duitse stad Darmstadt, waarin componisten en instrumentalisten in cursussen en concerten de nieuwste stromingen van de (nieuwe) muziek onderzoeken respectievelijk ten gehore brengen.

## Geschiedenis
Slechts een jaar na het einde van de Tweede Wereldoorlog kwamen op slot Kranichstein vlak bij Darmstadt componisten en muzikanten vanuit de regio en uit de hele toenmalige Bondsrepubliek Duitsland, om de muzikale scheppingskrachten nieuw op te zetten en te beleven. De hoofd-cultuurambtenaar van Darmstadt, Wolfgang Steinecke , had deze mensen uitgenodigd en de zomercursussen opgericht, en bleef in deze leidende functie tot 1961. Verdere leiders van deze institutie waren Ernst Thomas (1962–1982), Friedrich Hommel (1981–1994) en Solf Schaefer (1995-2008). Sinds 2009 is Thomas Schäfer nieuw artistiek leider van de Internationale Ferienkurse für Neue Musik alsook directeur van het Internationale Musikinstitut Darmstadt (IMD).
Aanvankelijk was het een jaarlijks gebeuren van rond 12 dagen, sinds 1970 worden zij tweejaarlijks gehouden, maar dan uitgebreid op twee tot drie weken. Alhoewel het evenement eerst op slot Kranichstein werd organiseert, wordt het sinds 1949 in openbare gebouwen (theaters, scholen, concertzalen) geplaatst. Organiseert en bestuurd wordt het evenement door het Internationale Musikinstitut Darmstadt (IMD). De intentie voor deze zomercursussen was ontstaan, omdat Duitsland van 1933 tot 1945 van de internationale ontwikkelingen op muziekgebied was ontkoppeld. De eerste jaren stonden de cursussen onder het signum van de nawerking, omdat vele werken van Arnold Schönberg, Anton Webern, Igor Strawinsky, Béla Bartók en anderen in de Bondsrepubliek Duitsland met meerdere decades vertraging het eerste keer werden uitgevoerd. Na de Tweede Wereldoorlog waren de zomercursussen het eerste functioneerde forum voor hedendaagse muziek in Duitsland en waren door de deelname van erkende docenten zoals Theodor W. Adorno, René Leibowitz, Heinz-Klaus Metzger en later Carl Dahlhaus tot een institutie voor geavanceerd componeren gegroeid. Vooral de deelname van de scheppers van de nieuwe muziek zoals Edgard Varèse, Olivier Messiaen, Ernst Křenek, John Cage, die in compositiecursussen hun esthetiek uitermate gedetailleerd hebben aangetoond, waren intens vruchtbaar en voerden tot de wereldfaam van deze institutie. Hun karakter, of beter hun signatuur kregen de cursussen door componisten zoals Karlheinz Stockhausen, Pierre Boulez en Luigi Nono - later ook Helmut Lachenmann en Brian Ferneyhough - die op basis van hun radicale denken en hun theorieën de discussie over de avant-garde - de stand van het hedendaagse componeren - bestemden; zij werden later, aanleiding gevend tot misverstand, geapostrofeerd als "Darmstadt School".
Door een reeks van bekende interpreten werden nieuw uitgevonden speltechnieken overgeleverd aan jonge musici, die op hun beurt, de vers ontstonden werken van de jonge componistengeneratie in zogenaamde studioconcerten uitvoerden. De Kranichsteiner muziekprijs voor jonge interpreten en vanaf 1972 ook voor jonge componisten werd belangrijk. Dankzij de deelname en de financiële steun van andere instellingen en instituties, vooral de publieke omroep, gingen in de loop van de jaren een groot aantal van tot heden belangrijke werken in première.